# Jawi-Jawi II
Jawi-Jawi II is een bestuurslaag in het regentschap Pariaman van de provincie West-Sumatra, Indonesië. Jawi-Jawi II telt 1304 inwoners (volkstelling 2010).